# 尾張中央農業協同組合
尾張中央農業協同組合（おわりちゅうおうのうぎょうきょうどうくみあい）は、愛知県小牧市、春日井市、西春日井郡豊山町の一部（大字豊場）を管轄する農業協同組合である。略称は「JA尾張中央」。
春日井地区では、かつて、高蔵寺、春坂（坂下）、春日井のそれぞれの農協で、地域内の固定電話放送設備として有線放送電話が運営されていた。そのなかでも、平成23年まで機器等が保管されていた高蔵寺については詳細な報告書がある。

## 沿革
- 2002年（平成14年）4月1日 - JA春日井・JA高蔵寺・JA小牧・JA豊場が合併して設立[4][5]。

## 店舗

### 店舗一覧
- 小牧市（本店、小牧支店、西支店、北里支店、小木支店、味岡支店、篠岡支店）
- 春日井市（春日井中央支店、味美支店、春日井支店、田楽支店、関田支店、上条支店、坂下支店、高蔵寺支店、不二支店）
- 豊山町（豊場支店）

### Aコープ
- Aコープ高蔵寺

### ファーマーズマーケット
- ぐぅぴぃひろば

## グループ企業
- 有限会社アグリ尾張中央

## 出身者
- 石田知早人（小牧市議会議員）